# 1.ª Divisão Panzer (Alemanha)
A 1ª Divisão Panzer (em alemão:  1. Panzer-Division) foi uma unidade militar blindada da Alemanha que esteve em serviço durante a Segunda Guerra Mundial. A divisão foi formada no dia 1 de outubro de 1935 em Wehrkreis IX (Erfurt), tendo participado da anexação dos Sudetos e da Áustria antes da Segunda Guerra Mundial. A divisão esteve ativa até o final da guerra, sendo capturados pelos soldados norte-americanos.

## Comandantes
| Comandante                                            | Data                                                      |
| ----------------------------------------------------- | --------------------------------------------------------- |
| General der Kavallerie Maximilian Freiherr von Weichs | 1 de outubro de 1935 - 1 de outubro de 1937               |
| Generalleutnant Rudolf Schmidt                        | 1 de outubro de 1937 - 2 de novembro de 1939              |
| Generalmajor Friedrich Kirchner                       | 3 de novembro de 1939 - 15 de fevereiro de 1940 m.d.F.b.  |
| Generalleutnant Friedrich Kirchner                    | 15 de fevereiro de 1940 - 17 de julho de 1941             |
| Generalmajor Walter Krüger                            | 17 de julho de 1941 - 12 de dezembro de 1941 m.d.F.b.     |
| Generalleutnant Walter Krüger                         | 12 de janeiro de 1942 - 7 de agosto de 1942               |
| Oberst Oswin Grolig                                   | 8 de agosto de 1942 - 21 de outubro de 1942 m.d.st.F.b.   |
| Generalleutnant Walter Krüger                         | 22 de outubro de 1942 - 8 de setembro de 1943             |
| Oberst Walter Söth                                    | 9 de setembro de 1943 - ? de setembro de 1943 m.d.st.F.b. |
| Generalleutnant Walter Krüger                         | ? de setembro de 1943 - 1 de janeiro de 1944              |
| Generalmajor Richard Koll                             | 1 de janeiro de 1944 - 19 de fevereiro de 1944 m.d.F.b.   |
| Generalmajor Werner Marcks                            | 20 de fevereiro de 1944 - 17 de setembro de 1944          |
| Generalmajor Eberhard Thunert                         | 18 de setembro de 1944 - 8 de maio de 1945                |

## História
A 1ª Divisão Panzer foi criada em Weimar, Wehrkreis IX, no dia 15 de outubro de 1935 a partir da 3ª Divisão de Cavalaria, fazendo parte desta unidade a 1ª Brigada Schützen de Weimar e a 1ª Brigada Panzer de Erfurt, estando sob o comando do General de Cavalaria Maximilian Freiherr von Weichs. Era composta por soldados vindos da Saxônia e da Turíngia.
No ano de 1938 participo da anexação dos Sudetos e da Anschluss.
No início da Segunda Guerra Mundial, participou da Invasão da Polônia, sendo subordinada ao 10º Exército (Süd), chegando nos arredores de Varsóvia em menos de uma semana.
Participou da ofensiva de ocupação no oeste entre os meses de maio e junho de 1940, sendo subordinado ao XIX. A.K. mot. e a partir de 8 de junho ao XXXIX. A.K. (mot.).

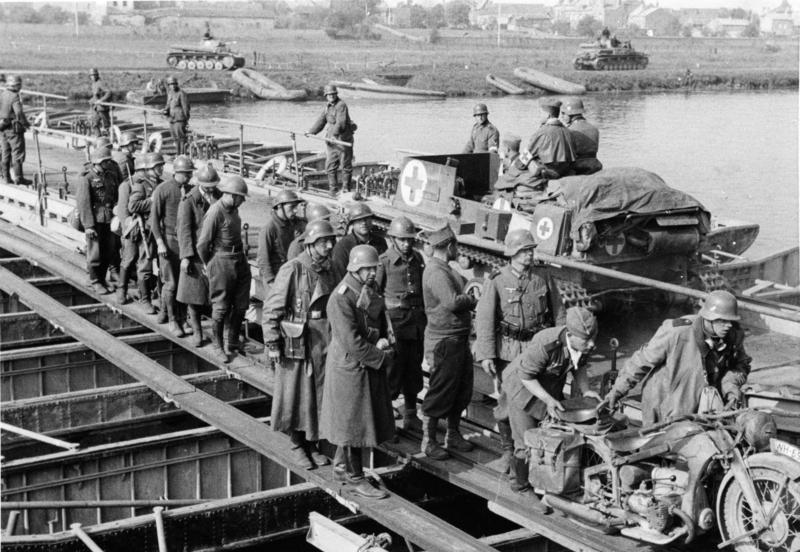
1º Regimento Panzer cruzando o Meuse em Sedan, 14 de maio de 1940

Nesta campanha, avançou por Luxemburgo e pelo sul da Bélgica, contornando assim a Linha Maginot, entrado em combate em Sedan na Batalha de Sedan, conseguindo cruzar o rio Meuse, em seguida passaram por Amiens para chegar até Dunquerque. De Dunquerque a divisão se dirigiu ao sul, cruzando o rio Marne e o platô de Langres, chegando ao fim da campanha em BeHort.
Quando a campanha francesa se encerrou, a divisão perdeu o 2º Regimento Blindado, que foi utilizado para formar a nova 16ª Divisão Panzer, em seu lugar recebeu o 13º Regimento Panzer Granadeiro.
No mês de junho de 1941 participou da Operação Barbarossa como parte do XXXXI. A.K. (mot.), entrando em combate em Dubysa contra o III Corpo Blindado Soviético. Sofreu pesadas baixas durante a campanha de conquista da região do Báltico, sendo o seu efetivo de blindados operacionais reduzido para 44 unidades no dia 16 de agosto.
Foi realocado para o XXXXI Corpo Panzer e assim rumou em direção a Moscou, lutando no setor de Wiasma, enfrentando então as contraofensivas soviéticas do inverno de 1941 e 1942. Participou de diversas batalhas defensivas no setor do Grupo de Exércitos Centro e na área de Rzhev.
Após ter permanecido por dois anos ininterruptos no fronte, a divisão foi recuada e reformada no mês de janeiro de 1943, sendo deslocada para a França.
Permaneceu na França até o mês de junho de 1943, quando foi deslocada para os Bálcãs, estando na Grécia no mês seguinte, sendo responsável pela proteção da costa marítima, permanecendo nesta região durante o outono e partindo dali no mês de novembro de 1943, sendo então deslocada para o setor sul da Frente Oriental. Lutou em Kiev e após participou da contraofensiva lançada nesta cidade entre os meses de novembro de dezembro de 1943.
No mês de fevereiro de 1944 participou das operações para libertar o XI e XXXXII Corpo de Exército do cerco russo em Cherkassy. Embora não tenha conseguido cobrir a distância até o Bolsão, conseguiu permitir que a metade das tropas cercadas conseguissem escapar.
No mês seguinte auxiliou a 96ª e a 291ª Divisão de Infantaria que estavam sob a ameaça do Exército Vermelho, lutando em Dnieper no norte da Ucrânia.
Esteve subordinado ao XXXXVIII Corpo Panzer quando se iniciou a grande ofensiva soviética no verão de 1944, tendo contra-atacado no setor de Oleyor no dia 15 de julho de 1944, tentando conter o avanço do Exército Vermelho, mas não conseguiu segurar por muito tempo e recuou pelo rio Vístula. Foi transferido para a Hungria e subordinado ao III Corpo Panzer no mês de outubro de 1944.
A 1ª Divisão Panzer teve de manter a atenção redobrada para os contra-ataques nos arredores de Debrecen, localizado no leste da Hungria, mas a maior parte da divisão, juntamente com o 6º Exército, foram cercados no mês de dezembro de 1944 em Szekesfehervar, próximo do Lago Balaton.
As unidades da divisão que conseguiram escapar do cerco continuaram a lutar no setor e foram obrigados a recuar para a Áustria, sendo então capturados pelas tropas norte-americanas, juntamente com a 3ª Divisão Panzer e a 1ª Divisão de Montanha. Os soldados permaneceram no campo de prisioneiros de Mauerkirchen até o mês de julho de 1945, quando foram libertados.

## Área de operações
| Polônia                        | setembro de 1939 - de janeiro de 1940 |
| Frente Ocidental               | fevereiro de 1940 - de maio de 1940   |
| França                         | maio de 1940 - junho de 1941          |
| Frente Oriental, setor norte   | junho de 1941 - de agosto de 1941     |
| Frente Oriental, setor central | agosto de 1941 - janeiro de 1943      |
| França                         | janeiro de 1943 - junho de 1943       |
| Bálcãs & Grécia                | junho de 1943 - de outubro de 1943    |
| Frente Oriental, setor sul     | outubro de 1943 - julho de 1944       |
| Polônia                        | julho de 1944 - de outubro de 1944    |
| Hungria & Áustria              | outubro de 1944 - de maio de 1945     |

## Condecorações
31 membros da 1ª Divisão Panzer foram condecorados com a Cruz de Cavaleiro da Cruz de Ferro e 5 com as Folhas de Carvalho.
| Nome                                                      | Data       | Patente                 | Unidade                                |
| --------------------------------------------------------- | ---------- | ----------------------- | -------------------------------------- |
| Cruz de Cavaleiro da Cruz de Ferro com Folhas de Carvalho |            |                         |                                        |
| Eckinger, Josef-Franz Dr.jur. [48. EL]                    | 31.12.1941 | Major                   | Kdr I./Schtz.Rgt 113                   |
| Krüger, Walter [373. EL]                                  | 24.01.1944 | Generalleutnant         | Kdr 1. Pz.Div                          |
| Marcks, Werner [593. EL]                                  | 21.09.1944 | Generalmajor            | Kdr 1. Pz.Div                          |
| Strippel, Hans [485. EL]                                  | 04.06.1944 | Oberfeldwebel           | Zugführer i. d. 4./Pz.Rgt 1            |
| Wietersheim von, Wend [176. EL]                           | 12.01.1943 | Oberst                  | Kdr Pz.Gren.Rgt 113                    |
| Cruz de Cavaleiro da Cruz de Ferro                        |            |                         |                                        |
| Kirchner, Friedrich                                       | 20.05.1940 | Generalleutnant         | Kdr 1. Pz.Div                          |
| Thunert, Eberhard                                         | 01.02.1945 | Generalmajor            | Kdr 1. Pz.Div                          |
| Krüger, Walter                                            | 15.07.1941 | Generalmajor            | Kdr 1. Schtz-Brig                      |
| Bohlken, Erwin                                            | 17.03.1945 | Feldwebel               | Zugführer i. d. 1./Pz.Rgt 1            |
| Fromme, Rolf                                              | 29.09.1941 | Leutnant z.V.           | Führer 3./Pz.Rgt 1                     |
| Gilow, Peter-Ekhard                                       | 14.09.1942 | Oberleutnant            | Führer 2./Pz.Rgt 1                     |
| Philipp, Ernst                                            | 28.11.1940 | Oberleutnant            | Chef 4./Pz.Rgt 1                       |
| Schäfer, Johann Georg                                     | 17.12.1942 | Feldwebel               | Zugführer i. d. 2./Pz.Rgt 1            |
| Stodieck, Otto                                            | 31.01.1944 | Oberleutnant            | Chef 5./Pz.Rgt 1                       |
| Strippel, Hans                                            | 22.01.1943 | Oberfeldwebel           | Zugführer i. d. 2./Pz.Rgt 1            |
| Wiesemann, Otto                                           | 11.12.1944 | Feldwebel               | Zugführer i. d. 1./Pz.Rgt 1            |
| Balck, Hermann                                            | 03.06.1940 | Oberstleutnant          | Kdr Schtz.Rgt 1                        |
| Eckinger, Josef-Franz Dr.jur.                             | 17.03.1941 | Hauptmann               | Führer II./Schtz.Rgt 1                 |
| Krieg, Harald                                             | 15.07.1941 | Oberleutnant            | Chef 4./Schtz.Rgt 1                    |
| Loesch, Ernst                                             | 14.05.1944 | Major                   | Kdr I./Pz.Gren.Rgt 1                   |
| Neumeister, Karl                                          | 04.06.1944 | Oberst                  | Kdr Pz.Gren.Rgt 1                      |
| Ritz, Alfred                                              | 11.12.1944 | Hauptmann               | Kdr I./Pz.Gren.Rgt 1                   |
| Bradel, Ernst-Joachim                                     | 15.12.1943 | Oberstleutnant          | Kdr Pz.Gren.Rgt 113                    |
| Feig, Georg                                               | 04.12.1941 | Oberleutnant d.R.       | Chef 3./Schtz.Rgt 113                  |
| Fink, Karl-Heinrich                                       | 20.02.1943 | Leutnant                | Adjutant II./Pz.Gren.Rgt 113           |
| Kirchner, Heinz                                           | 29.09.1941 | Leutnant d.R.           | Zugführer i. d. 1./Schtz.Rgt 113       |
| Pfitzer, Werner                                           | 19.07.1941 | Leutnant                | Stoßtruppführer i. d. 3./Schtz.Rgt 113 |
| Wietersheim von, Wend                                     | 10.02.1942 | Oberstleutnant          | Kdr Schtz.Rgt 113                      |
| Holste, Rudolf                                            | 06.04.1942 | Oberst                  | Kdr Art.Rgt 73                         |
| Söth, Wilhelm                                             | 28.11.1940 | Hauptmann               | Kdr II./Art.Rgt 56                     |
| Wojak, Alfred                                             | 09.06.1944 | Oberleutnant            | Chef 11./Pz.Art.Rgt 73                 |
| Kunz, Hermann                                             | 17.12.1943 | Leutnant                | Zugführer i. d. 2./Pz.Jäg.Abt 37       |
| Bellegarde Graf von, Franz                                | 28.11.1940 | Hauptmann               | Chef 3./Pz.Aufkl.Abt 4                 |
| Huppert, Helmut                                           | 23.08.1944 | Major                   | Kdr Pz.Aufkl.Abt 1                     |
| Koehler, Hellmut Dr.jur.                                  | 03.11.1944 | Hauptmann d.R.          | Führer Pz.Aufkl.Abt 1                  |
| Fritsch, Heinz                                            | 18.10.1941 | Unteroffizier i. d.     | 2./Pz.Pi.Btl 37                        |
| Cruz Germânica em Prata                                   |            |                         |                                        |
| Dählmann, Dr. Hans                                        | 05.10.1944 | Oberstabsarzt           | Kdo. 1. Pz.Div.                        |
| Ebert, Franz                                              | 05.10.1944 | Heereswerkmeister d.B.  | IV./Pz.Art.Rgt. 73                     |
| Könighausen, Dr. Peter                                    | 02.06.1944 | Stabsarzt d.R.          | II./Pz.Rgt. 1                          |
| Krause, Kurt                                              | 05.04.1945 | Feldwebel               | Pz.Werkst.Kp./Pz.Rgt. 1                |
| Schmidt, Otto                                             | 21.06.1944 | Major                   | Stab/Pz.Rgt. 1                         |
| Schuttwolf, Heinz                                         | 13.04.1945 | Heeres-Werkmeister      | Führer le.Kfz.Zug I./Pz.Rgt. 1         |
| Stoye, Hermann                                            | 28.06.1944 | Heeres-Hauptwerkmeister | 1./ Werkstattkp. 81                    |
| Zöller, Dr. Walter                                        | 09.09.1944 | Stabsarzt d.R.          | San.Kp. 2/81                           |
| Cruz Germânica em Ouro                                    |            |                         |                                        |
| Bach, Karl                                                | 23.11.1944 | Leutnant d.R.           | 1./Pz.Rgt. 1                           |
| Backhaus, Alfred                                          | 09.03.1945 | Obergefreiter           | 2./Pz.Pi.Btl. 37                       |
| Bärwinkel, Lothar                                         | 23.06.1942 | Oberleutnant            | 3./Kradsch.Btl. 1                      |
| Bauer von, Georg-Alexander                                | 16.06.1944 | Oberleutnant            | 4./Pz.Gren.Rgt. 1                      |
| Becker, Wilhelm                                           | 16.02.1942 | Oberleutnant            | 2./Kradsch.Btl. 1                      |
| Berckefeldt von, Gerhard                                  | 18.10.1941 | Hauptmann               | 3./Schtz.Rgt. 113                      |
| Bergner, Otto                                             | 09.03.1945 | Unteroffizier           | 2./Pz.Pi.Btl. 37                       |
| Birkholz, Hugo                                            | 23.05.1944 | Hauptmann               | 9./Pz.Art.Rgt. 73                      |
| Bohlken, Erwin                                            | 01.06.1944 | Feldwebel               | 1./Pz.Rgt. 1                           |
| Born, Dr. rer.pol. Wilhelm                                | 23.06.1942 | Oberst                  | I./Pz.Art.Rgt. 73                      |
| Bornemann, Alfred                                         | 06.01.1945 | Oberfeldwebel d.R.      | 4./Pz.Rgt. 1                           |
| Brandt, Friedrich-Wilhelm                                 | 24.05.1942 | Oberleutnant            | 8./Schtz.Rgt. 113                      |
| Braun, Gerhard                                            | 29.11.1942 | Hauptmann               | Pz.Pi.Btl. 37                          |
| Braun, Herbert                                            | 24.05.1942 | Oberleutnant            | I./Pz.Art.Rgt. 73                      |
| Büschen, Werner                                           | 15.11.1941 | Oberleutnant            | 2./Pz.Rgt. 1                           |
| Cramer, Gerhard                                           | 13.01.1944 | Oberleutnant            | 1./Pz.Rgt. 1                           |
| Distler, Hans                                             | 19.10.1944 | Hauptfeldwebel          | 2./Pz.Gren.Rgt. 1                      |
| Dittrich, Paul                                            | 17.09.1944 | Hauptmann d.R.          | III./Pz.Art.Rgt. 73                    |
| Dölling, Werner                                           | 14.02.1943 | Oberfeldwebel           | 1./Kradsch.Btl. 1                      |
| Draeger, Heinrich                                         | 09.07.1942 | Hauptmann               | Pz.Jäg.Abt. 37                         |
| Düllmann, Paul                                            | 23.11.1944 | Hauptmann               | Pz.Jäg.Abt. 37                         |
| Düntsch, Harry                                            | 29.02.1944 | Hauptmann               | II./Pz.Rgt. 1                          |
| Dürkheim Graf von, Hartwig                                | 23.02.1943 | Oberleutnant            | 3./Pz.Gren.Rgt. 1                      |
| Ehrig, Walter                                             | 26.06.1942 | Hauptmann               | Pz.Art.Rgt. 73                         |
| Eilhauer, Kurt                                            | 28.11.1942 | Oberfeldwebel           | 3./Kradsch.Btl. 1                      |
| Enders, Rudolf                                            | 05.11.1942 | Oberleutnant d.R.       | 2./Pz.Gren.Rgt. 113                    |
| Engel von, Wichard                                        | 11.02.1943 | Major                   | I./Pz.Gren.Rgt. 113                    |
| Esebeck Freiherr von, Walter                              | 24.12.1941 | Hauptmann               | 1./Schtz.Rgt. 1                        |
| Feig, Georg                                               | 23.05.1944 | Major                   | I./Pz.Gren.Rgt. 113                    |
| Fink, Karl-Heinrich                                       | 18.05.1945 | Oberleutnant            | Pz.Gren.Rgt 113                        |
| Frydag Freiherr von, Harro                                | 13.05.1942 | Oberleutnant            | Kradsch.Btl. 1                         |
| Fuchs, Alfred                                             | 28.04.1944 | Feldwebel               | 8./Pz.Gren.Rgt. 113                    |
| Giebler, Otto                                             | 24.12.1941 | Oberfeldwebel           | 2./Pz.Pi.Btl. 37                       |
| Gierhardt, Heinrich                                       | 20.05.1944 | Oberleutnant            | I./Pz.Art.Rgt. 73                      |
| Gilow, Peter-Ekhard                                       | 05.06.1942 | Oberleutnant            | 2./Pz.Rgt. 1                           |
| Gräf, Josef                                               | 19.10.1944 | Stabswachtmeister       | 8./Pz.Art.Rgt. 73                      |
| Grampe, Alfred                                            | 24.12.1941 | Oberstleutnant          | I./Pz.Rgt. 1                           |
| Häfner, Fritz                                             | 21.12.1942 | Oberfeldwebel           | Stab/Kradsch.Btl. 1                    |
| Hafner, Wilhelm                                           | 11.02.1943 | Feldwebel               | 8./Pz.Rgt. 1                           |
| Heinle, Erwin                                             | 22.03.1945 | Hauptmann d.R.          | II./Pz.Gren.Rgt. 1                     |
| Hermann, Walter                                           | 11.02.1945 | Hauptmann d.R.          | Pz.Pi.Btl. 37                          |
| Herzog, Gerhard                                           | 23.06.1942 | Oberfeldwebel           | 3./Kradsch.Btl. 1                      |
| Holste, Rudolf                                            | 24.12.1941 | Oberstleutnant          | Art.Rgt. 73                            |
| Huppert, Helmut                                           | 04.02.1943 | Hauptmann               | I./Pz.Gren.Rgt. 1                      |
| Hutter                                                    | 00.00.1945 | Oberleutnant            | Pz.Rgt 1                               |
| Kail, Karl                                                | 30.11.1944 | Feldwebel               | 2./Pz.Rgt. 1                           |
| Katzmann, Gerhard                                         | 23.05.1944 | Leutnant                | II./Pz.Gren.Rgt. 113                   |
| Kirchner, Friedrich                                       | 22.04.1942 | Generalleutnant         | Kdr. 1. Pz.Div.                        |
| Kleinert                                                  | 00.00.1945 | Oberleutnant            | Pz.Gren.Rgt. 1                         |
| Knieling, Otto                                            | 20.07.1942 | Hauptmann               | II./Schtz.Rgt. 113                     |
| Knopff, Fritz                                             | 24.12.1941 | Oberstleutnant          | Pz.Pi.Btl. 37                          |
| Köhler, Dr. Helmut                                        | 23.06.1942 | Oberleutnant d.R.       | 5./Kradsch.Btl. 1                      |
| Kohler, Anton                                             | 23.09.1944 | Oberleutnant            | Pz.Pi.Btl. 37                          |
| Kopp, Arthur                                              | 02.02.1942 | Oberst                  | Pz.Rgt. 1                              |
| Krieg, Harald                                             | 05.06.1942 | Oberleutnant            | I./Schtz.Rgt. 113                      |
| Krüger, Walter                                            | 27.08.1942 | Generalmajor            | Kdr. 1. Pz.Div.                        |
| Kublitz, Manfred                                          | 17.09.1944 | Major                   | II./Pz.Art.Rgt. 73                     |
| Kunz, Hermann                                             | 11.02.1943 | Feldwebel               | 2./Pz.Jäg.Abt. 37                      |
| Langer, Karl                                              | 24.05.1942 | Oberleutnant            | III./Pz.Art.Rgt. 73                    |
| Leben, Fritz                                              | 28.04.1944 | Oberleutnant            | 6./Pz.Gren.Rgt. 113                    |
| Lindner, Albert                                           | 15.04.1945 | Oberfeldwebel           | 10./Pz.Gren.Rgt. 113                   |
| Lösch, Ernst                                              | 11.02.1943 | Hauptmann               | 2./Pz.Gren.Rgt. 1                      |
| Lüttichau Graf von, Friedrich                             | 29.11.1942 | Oberleutnant            | 7./Pz.Rgt. 1                           |
| Mack, Stanislaus                                          | 00.00.1945 | Feldwebel               | 3./Pz.Rgt. 1                           |
| Markl, Georg                                              | 22.03.1945 | Oberleutnant d.R.       | 10./Pz.Gren.Rgt. 113                   |
| Meng, Siegfried                                           | 24.05.1942 | Unteroffizier           | 2./Pz.Pi.Btl. 37                       |
| Mommer, Karl                                              | 21.02.1944 | Feldwebel               | 1./Pz.Rgt. 1                           |
| Nachbar, Otto                                             | 23.11.1944 | Oberfeldwebel           | 2./Pz.Pi.Btl. 37                       |
| Neumann, Georg                                            | 24.05.1942 | Hauptmann d.R.          | II./Pz.Art.Rgt. 73                     |
| Ohrtmann, Johannes                                        | 29.11.1942 | Leutnant                | 6./Pz.Gren.Rgt. 1                      |
| Osten von der, Kurt                                       | 30.11.1944 | Leutnant                | 2./Pz.Rgt. 1                           |
| Pätzold, Günter                                           | 09.10.1942 | Hauptmann               | Kradsch.Btl. 1                         |
| Pegel, Heinrich                                           | 01.06.1944 | Hauptmann               | Pz.Pi.Btl. 37                          |
| Platen von, Joachim                                       | 18.03.1943 | Leutnant                | 1./Pz.Gren.Rgt. 113                    |
| Pöppl, Heinz                                              | 18.11.1944 | Hauptmann               | 2./Pz.Jäg.Abt. 37                      |
| Pohl, Richard                                             | 13.11.1942 | Oberfeldwebel           | 8./Pz.Gren.Rgt. 1                      |
| Reif, Wilhelm                                             | 09.03.1945 | Oberfeldwebel           | 6./Pz.Rgt. 1                           |
| Reinicke, Wolf-Dieter                                     | 28.11.1942 | Oberleutnant            | II./Pz.Art.Rgt. 73                     |
| Rinke, Alois                                              | 13.05.1942 | Oberfeldwebel           | 4./Schtz.Rgt. 113                      |
| Rockenbach, Friedrich                                     | 20.01.1944 | Feldwebel               | 7./Pz.Rgt. 1                           |
| Rosenberger von, Eberhard                                 | 16.06.1944 | Hauptmann               | I./Pz.Gren.Rgt. 113                    |
| Sander, Kurt                                              | 06.01.1945 | Oberleutnant d.R.       | 2./Pz.Pi.Btl. 37                       |
| Sander, Otto                                              | 02.04.1943 | Oberfeldwebel           | 9./Pz.Gren.Rgt. 1                      |
| Sauder, Max                                               | 03.01.1944 | Oberleutnant            | 3./Pz.Gren.Rgt. 113                    |
| Schäfer, Johann Georg                                     | 00.00.0000 | Oberfeldwebel           | Pz.Rgt. 1                              |
| Schemmel, Richard                                         | 11.02.1945 | Feldwebel               | 2./Pz.Aufkl.Abt. 1                     |
| Schramm, Friedrich                                        | 20.05.1944 | Oberleutnant            | He.Flak-Art.Abt. 299 (mot)             |
| Schriewer, Fritz                                          | 18.03.1945 | Hauptmann               | I./Pz.Gren.Rgt. 1                      |
| Schubert, Rudolf                                          | 28.11.1942 | Oberleutnant            | II./Pz.Art.Rgt. 73                     |
| Schulenburg Graf von der, Matthias                        | 15.11.1941 | Hauptmann               | 3./Pz.Rgt. 1                           |
| Schumacher, Heinz                                         | 15.04.1945 | Oberleutnant d.R.       | Pz.Gren.Rgt. 1                         |
| Schwarz                                                   | 00.00.1945 | Oberleutnant            | Pz.Gren.Rgt. 113                       |
| Seebach Freiherr von, Werner                              | 00.00.1945 | Oberleutnant            | Pz.Gren.Rgt. 1                         |
| Skibski, Rudi                                             | 03.01.1944 | Leutnant                | 1./Pz.Gren.Rgt. 113                    |
| Söth, Wilhelm                                             | 27.05.1942 | Major                   | III./Pz.Art.Rgt. 73                    |
| Stark, Ernst                                              | 14.02.1943 | Leutnant                | 4./Kradsch.Btl. 1                      |
| Stengl, Friedrich                                         | 24.05.1942 | Leutnant                | II./Schtz.Rgt. 113                     |
| Straßburg, Arnold                                         | 20.01.1945 | Oberwachtmeister        | 9./Pz.Art.Rgt. 73                      |
| Strippel, Hans                                            | 24.12.1941 | Oberfeldwebel           | 3./Pz.Rgt. 1                           |
| Teller, Kurt                                              | 11.03.1943 | Wachtmeister            | 6./Pz.Art.Rgt. 73                      |
| Theilen, Paul                                             | 08.02.1945 | Major                   | I./Pz.Art.Rgt. 73                      |
| Thomsen, Ernst-Gustav                                     | 11.02.1943 | Oberleutnant            | III./Pz.Art.Rgt. 73                    |
| Tischer, Gerhard                                          | 09.10.1944 | Hauptmann               | Pz.Art.Rgt. 73                         |
| Wagner, Josef                                             | 28.02.1945 | Feldwebel               | 1./Pz.Gren.Rgt. 1                      |
| Weber, August                                             | 24.12.1941 | Oberleutnant            | 4./Schtz.Rgt. 113                      |
| Weimar                                                    | 00.00.1945 | Hauptmann               | Pz.Art.Rgt. 73                         |
| Wenck, Walther                                            | 26.01.1942 | Oberstleutnant i.G.     | Ia 1. Pz.Div.                          |
| Wendt, Gerhard                                            | 20.05.1944 | Hauptmann               | 4./Pz.Gren.Rgt. 113                    |
| Wendt, Werner                                             | 23.09.1944 | Hauptmann               | III./Pz.Art.Rgt. 73                    |
| Wiener, Detlef                                            | 28.05.1944 | Oberleutnant d.R.       | 2./Pz.Gren.Rgt. 1                      |
| Wietersheim von, Wend                                     | 24.12.1941 | Oberstleutnant          | Kradsch.Btl. 1                         |

## Serviço de Guerra
| Data                    | Corpo                      | Exército           | Grupo de Exércitos | Área                  |
| ----------------------- | -------------------------- | ------------------ | ------------------ | --------------------- |
| setembro de 1939        | XVI Corpo de Exército      | 10º Exército       | Süd                | Radom Warschau        |
| dezembro de 1939        | Reserva                    | -                  | B                  | Eifel Hunsrück        |
| janeiro de 1940         | Reserva                    | -                  | B                  | Eifel Hunsrück        |
| 9 de maio de 1940       | XIX Corpo de Exército      | Guderian (12.)     | A                  | Luxemburgo, Somme     |
| 31 de maio de 1940      | XXXXI Corpo de Exército    | Guderian (12.)     | A                  | Somme / Aisne         |
| junho de 1940           | XXXIX Corpo de Exército    | Guderian (12.)     | A                  | Aisne                 |
| julho de 1940           | XXXIX Corpo de Exército    | 2º Exército        |                    | França                |
| 5 de setembro de 1940   | XXVI Corpo de Exército     | 18º Exército       | B                  | Prússia Oriental      |
| 7 de setembro de 1940   | XVI Corpo de Exército      | 18º Exército       | B                  | Prússia Oriental      |
| 1 de janeiro de 1941    | XVI Corpo de Exército      | 18º Exército       | B                  | Prússia Oriental      |
| 2 de maio de 1941       | XXXXI Corpo de Exército    | 4º Grupo Panzer    | C                  | Prússia Oriental      |
| junho de 1941           | XXXXI Corpo de Exército    | 4º Grupo Panzer    | Nord               | Dünaburg              |
| 7 de dezembro de 1941   | LVI Corpo de Exército      | 3º Grupo Panzer    | Mitte              | Wjasma Moskau         |
| 15 de dezembro de 1941  | XXXXI Corpo de Exército    | 3º Grupo Panzer    | Nord               | Wjasma Moskau         |
| 1 de janeiro de 1942    | XXXXI Corpo de Exército    | 3º Grupo Panzer    | Mitte              | Welish                |
| 13 de janeiro de 1942   | z.Vfg.                     | 9º Exército        | Mitte              | Welish                |
| 25 de janeiro de 1942   | XXXXVI Corpo de Exército   | 9º Exército        | Mitte              | Welish Rshew          |
| 27 de fevereiro de 1942 | XXIII Corpo de Exército    | 9º Exército        | Mitte              | Rshew                 |
| 28 de março de 1942     | XXVII Corpo de Exército    | 9º Exército        | Mitte              | Rshew                 |
| 14 de maio de 1942      | XXIII Corpo de Exército    | 9º Exército        | Mitte              | Rshew                 |
| 8 de julho de 1942      | XXXXI Corpo de Exército    | 9º Exército        | Mitte              | Rshew                 |
| 15 de julho de 1942     | XXIII Corpo de Exército    | 9º Exército        | Mitte              | Rshew                 |
| 21 de julho de 1942     | XXXIX Corpo de Exército    | 9º Exército        | Mitte              | Rshew                 |
| 6 de agosto de 1942     | XXXXVI Corpo de Exército   | 9º Exército        | Mitte              | Rshew                 |
| 8 de agosto de 1942     | XXXIX Corpo de Exército    | 9º Exército        | Mitte              | Rshew                 |
| 17 de novembro de 1942  | z.Vfg.                     | 9º Exército        | Mitte              | Rshew                 |
| 26 de novembro de 1942  | XXXXI Corpo de Exército    | 9º Exército        | Mitte              | Rshew                 |
| 30 de dezembro de 1942  | z.Vfg.                     | 15º Exército       | D                  | França (em trânsito)  |
| 1 de janeiro de 1943    | z.Vfg.                     | 15º Exército       | D                  | França (em trânsito)  |
| 13 de fevereiro de 1943 | z.Vfg.                     | 7º Exército        | D                  | França                |
| 31 de maio de 1943      | LXVIII Corpo de Exército   | -                  | E                  | Balkan / Griechenland |
| setembro de 1943        | LXVIII Corpo de Exército   | 11º Exército       | E                  | Griechenland          |
| outubro de 1943         | LXVIII Corpo de Exército   | E                  | F                  | Griechenland          |
| 29 de outubro de 1943   | z.Vfg.                     | 8º Exército        | Süd                | Ucrânia               |
| 31 de outubro de 1943   | XXXXVIII Corpo de Exército | 4º Exército Panzer | Süd                | Ucrânia               |
| 7 de novembro de 1943   | z.Vfg.                     | 8º Exército        | Süd                | Ucrânia               |
| 10 de novembro de 1943  | XXXXVIII Corpo de Exército | 4º Exército Panzer | Süd                | Ucrânia               |
| 15 de dezembro de 1943  | z. Vfg.                    | 4º Exército Panzer | Süd                | Ucrânia               |
| 16 de dezembro de 1943  | XXXXVIII Corpo de Exército | 4º Exército Panzer | Süd                | Shitomir              |
| 1 de janeiro de 1944    | XXXXVIII Corpo de Exército | 4º Exército Panzer | Süd                | Winniza               |
| fevereiro de 1944       | XXIV Corpo de Exército     | 4º Exército Panzer | Süd                | Winniza               |
| março de 1944           | Reserva                    | 1º Exército Panzer | A                  | Brody                 |
| abril de 1944           | LIX Corpo de Exército      | 1º Exército Panzer | Nordukraine        | Brody                 |
| maio de 1944            | Reserva                    | 4º Exército Panzer | Nordukraine        | Brody                 |
| junho de 1944           | Reserva                    | 1º Exército Panzer | Nordukraine        | Brody                 |
| julho de 1944           | III Corpo de Exército      | 1º Exército Panzer | Nordukraine        | Zloczow               |
| agosto de 1944          | XXXXVIII Corpo de Exército | 4º Exército Panzer | Nordukraine        | Brody                 |
| setembro de 1944        | XXIV Corpo de Exército     | 1º Exército Panzer | Nordukraine        | Karpaten              |
| outubro de 1944         | III Corpo de Exército      | 6º Exército        | Süd                | Hungria               |
| novembro de 1944        | LVII Corpo de Exército     | 6º Exército        | Süd                | Hungria               |
| dezembro de 1944        | IV Corpo de Exército       | 6º Exército        | Süd                | Hungria               |
| janeiro de 1945         | Kavalleriekorps            | 6º Exército        | Süd                | Hungria               |
| fevereiro de 1945       | III Corpo de Exército      | 6º Exército        | Süd                | Hungria               |
| abril de 1945           | IV Corpo SS                | 6º Exército        | Süd                | Hungria               |
| maio de 1945            | IV Corpo SS                | 6º Exército        | Ostmark            | Áustria               |